# Metajapyx remingtoni
Metajapyx remingtoni är en urinsektsart som beskrevs av Smith och Bolton 1964. Metajapyx remingtoni ingår i släktet Metajapyx och familjen Japygidae. Inga underarter finns listade i Catalogue of Life.